# Скалинский сельсовет
Скалинский сельсовет — сельское поселение в Колыванском районе Новосибирской области Российской Федерации.
Административный центр — село Скала.

## История
Статус и границы сельского поселения установлены Законом Новосибирской области от 2 июня 2004 года № 200-ОЗ «О статусе и границах муниципальных образований Новосибирской области»

## Население
| 2002  | 2010  | 2012  | 2013  | 2014  | 2015  | 2016  |
| ----- | ----- | ----- | ----- | ----- | ----- | ----- |
| 2334  | ↘2212 | ↗2271 | ↗2352 | ↗2383 | ↗2411 | ↗2427 |
| 2017  | 2018  | 2019  | 2020  | 2021  |       |       |
| ↘2381 | ↘2355 | ↘2350 | ↘2344 | ↘2320 |       |       |

## Состав сельского поселения
| № | Населённый пункт | Тип населённого пункта       | Население |
| - | ---------------- | ---------------------------- | --------- |
| 1 | Амба             | деревня                      | ↘385      |
| 2 | Охотхозяйство    | посёлок                      | ↗3        |
| 3 | Скала            | село, административный центр | ↘1773     |
| 4 | Юрт-Ора          | деревня                      | ↘51       |